# Омао
Омао (гав. ʻŌmaʻo — букв. «зелёный») — статистически обособленная местность, расположенная в округе Кауаи, штат Гавайи, США.

## География
Согласно Бюро переписи населения США статистически обособленная местность Омао имеет общую площадь 3,2 квадратных километров, из которых 3,1 км2 относится к суше и 0,1 км2 или 1,64 % — к водным ресурсам.

## Демография
По данным переписи населения за 2000 год в Омао проживало 1221 человек, насчитывалось 392 домашних хозяйства, 297 семей и 422 жилых дома. Средняя плотность населения составляла около 393,4 человека на один квадратный километр.
Расовый состав Омао по данным переписи распределился следующим образом: 39,6 % белых, 0,2 % — чёрных или афроамериканцев, 0,9 % — коренных американцев, 28,5 % — азиатов, 5,7 % — коренных жителей тихоокеанских островов, 23,8 % — представителей смешанных рас, 1,3 % — других народностей. Испаноговорящие составили 12,9 % населения.
Из 392 домашних хозяйств в 38,3 % — воспитывали детей в возрасте до 18 лет, 59,7 % представляли собой совместно проживающие супружеские пары, в 10,7 % семей женщины проживали без мужей, 24,2 % не имели семьи. 17,3 % от общего числа семей на момент переписи жили самостоятельно, при этом 7,1 % составили одинокие пожилые люди в возрасте 65 лет и старше. В среднем домашнее хозяйство ведут 2,97 человек, а средний размер семьи — 3,36 человек.
Население Омао по возрастному диапазону (данные переписи 2000 года) распределилось следующим образом: 26,2 % — жители младше 18 лет, 6,2 % — между 18 и 24 годами, 29,1 % — от 25 до 44 лет, 23,6 % — от 45 до 64 лет и 14,9 % — в возрасте 65 лет и старше. Средний возраст жителей составил 39 лет. На каждые 100 женщин приходилось 104,9 мужчины, при этом на каждые сто женщин 18 лет и старше приходилось 99,3 мужчины также старше 18 лет.

## Экономика
Средний доход на одно домашнее хозяйство Омао составил 53 750 долларов США, а средний доход на одну семью — 61 042 доллара. При этом мужчины имели средний доход в 30 300 долларов в год против 27 647 долларов среднегодового дохода у женщин. Доход на душу населения составил 20 175 долларов в год. 6 % от всего числа семей в местности и 10 % от всей численности населения находилось на момент переписи за чертой бедности, при этом 9 % из них были моложе 18 лет и 20 % — в возрасте 65 лет и старше.